# Sphaericus nodulus
Sphaericus nodulus is een keversoort uit de familie klopkevers (Ptinidae). De wetenschappelijke naam van de soort werd in 1854 gepubliceerd door Thomas Vernon Wollaston.